# Christos Tzolis
Christos Tzolis (en griego: Χρήστος Τζόλης; Salónica, 30 de enero de 2002) es un futbolista griego que juega en la demarcación de extremo para el Club Brujas de la Primera División de Bélgica.

## Biografía
Tras empezar a formarse como futbolista con el PAOK de Salónica F. C., finalmente hizo su debut con el primer equipo el 7 de junio de 2020 en un partido de la Superliga de Grecia contra el Olympiakos de El Pireo tras sustituir a Chuba Akpom en el minuto 74. Su debut en la Liga de Campeones se produjo el 25 de agosto de 2020 contra el Beşiktaş J. K., encuentro en el que anotó dos goles. Siguió en el club en la campaña 2020-21, y al inicio de la siguiente se marchó traspasado al Norwich City F. C. para jugar allí hasta 2026. Después de un año fue cedido al F. C. Twente. Esta cesión se canceló en el mes de enero y completó la temporada en Norwich antes de marcharse en agosto, también a préstamo, al Fortuna Düsseldorf. En este equipo marcó 24 goles en 37 partidos y a finales de mayo de 2024 fue adquirido en propiedad. A pesar de ello, un mes después fue vendido al Club Brujas.

## Selección nacional
Tras haber sido internacional en categorías inferiores, el 7 de octubre de 2020 debutó con la selección absoluta de Grecia en un amistoso ante Austria que perdieron por 2-1.

## Clubes
| Club                        | País         | Año       | Partidos | Goles |
| --------------------------- | ------------ | --------- | -------- | ----- |
| PAOK de Salónica F. C.      | Grecia       | 2020-2021 | 57       | 16    |
| Norwich City F. C.          | Inglaterra   | 2021-2022 | 17       | 2     |
| F. C. Twente (cedido)       | Países Bajos | 2022-2023 | 15       | 3     |
| Norwich City F. C.          | Inglaterra   | 2023      | 13       | 1     |
| Fortuna Düsseldorf (cedido) | Alemania     | 2023-2024 | 37       | 24    |
| Club Brujas                 | Bélgica      | 2024-     | 57       | 22    |

## Palmarés

### Campeonatos nacionales
| Título               | Club                   | País    | Año  |
| -------------------- | ---------------------- | ------- | ---- |
| Copa de Grecia       | PAOK de Salónica F. C. | Grecia  | 2021 |
| Copa de Bélgica      | Club Brujas            | Bélgica | 2025 |
| Supercopa de Bélgica | Club Brujas            | Bélgica | 2025 |

### Distinciones individuales
| Distinción                          | Año  |
| ----------------------------------- | ---- |
| Máximo goleador de la 2. Bundesliga | 2024 |